# Rydzewo (Miłki)
Pour les articles homonymes, voir Rydzewo.
Rydzewo est un village polonais de la voïvodie de Varmie-Mazurie, dans le powiat de Giżycko.